# Apothéose
L'apothéose est un mot d'origine grecque, dont le sens a beaucoup évolué au cours de l'histoire, avec une connotation religieuse dans l'Antiquité, et toujours utilisé de nos jours de façon métaphorique.
Dans la mythologie grecque, l'apothéose d'un héros signifie son admission parmi les dieux de l'Olympe, par exemple le demi-dieu Héraclès. À Rome, sous l'Empire, l'apothéose est une cérémonie officielle de déification (anthume ou posthume) de l'empereur, voire de personnes de la famille ou de l'entourage de l'empereur. Dans la religion catholique, l'apothéose renvoie à l'ascension et à la glorification posthume des saints.

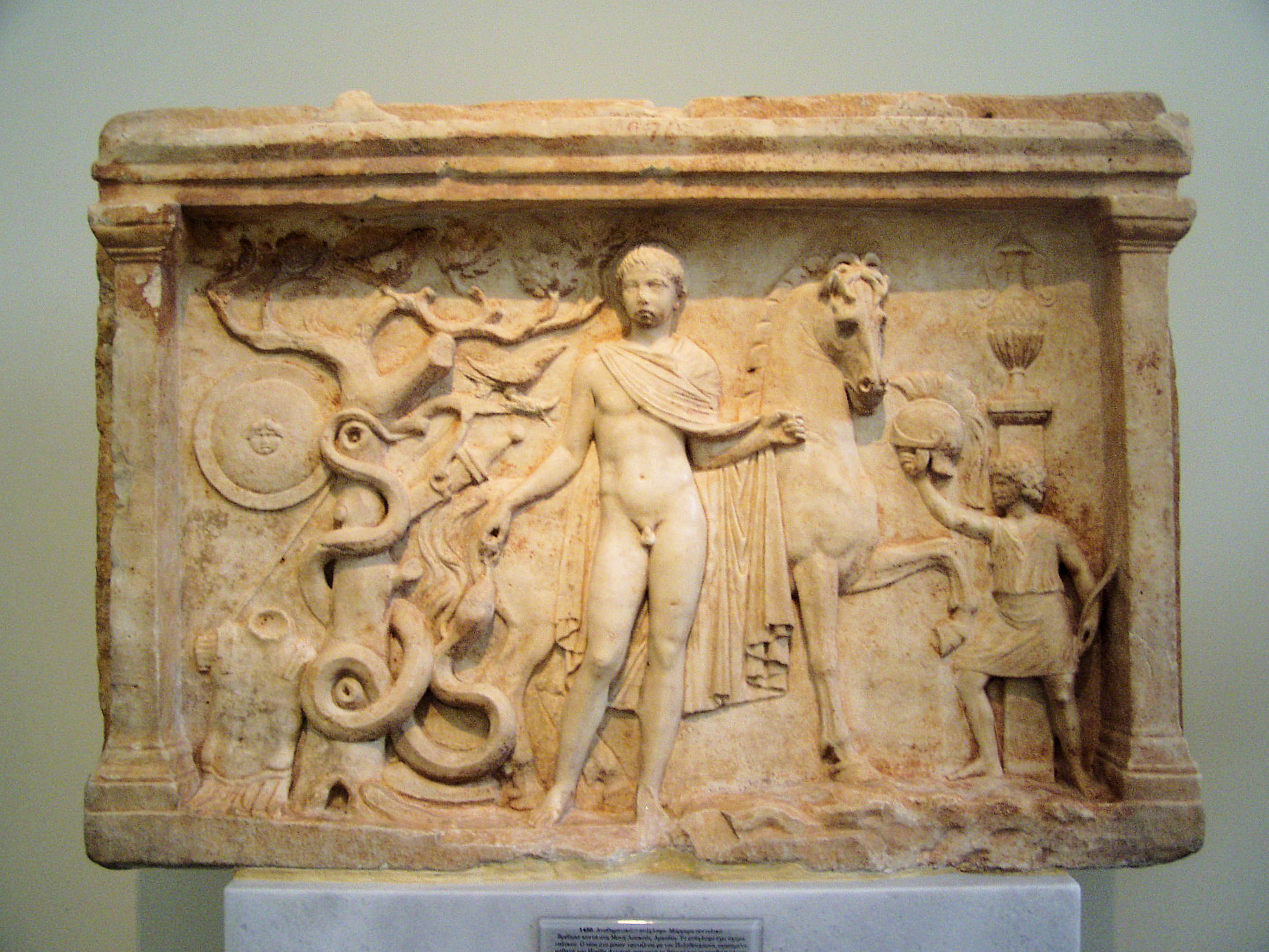
Relief votif de Polydeukion.

Le sens courant actuel signifie notamment « accès à la gloire ».

## Étymologie
« Apothéose » vient du mot latin apotheosis, « déification », qui reprend sans modification autre qu'alphabétique le mot grec ἀποθέωσις / apothéosis, composé de θεός / theós, « dieu » avec le préfixe ἀπό- / apó- marquant l'origine.

## Grèce antique

### Héros mythologiques
Depuis au moins l'époque géométrique (IXe siècle av. J.-C.), certains héros décédés depuis longtemps ou liés aux mythes de fondation des cités grecques se voyaient accorder des rites chthoniens dans un hérôon, ou « temple de héros ».

### Apothéoses royales
Dans le monde grec, le premier souverain à s’accorder les honneurs divins est Philippe II de Macédoine. Lors de son mariage avec Nicesipolis, sa sixième femme, l'image de l'intronisation de Philippe II de Macédoine fut transportée en procession parmi les dieux de l’Olympe ; « son exemple à Æges fait alors l'objet d'une coutume, en passant par les rois macédoniens qui ont ensuite été vénérés dans l'Asie grecque, ensuite à Jules César et enfin aux empereurs romains ». De tels chefs d'État hellénistiques pouvaient être ainsi élevés à un statut égal à celui des dieux avant la mort (par exemple : Alexandre le Grand) ou après (par exemple : les membres de la dynastie lagide). Le statut attribué par les cultes héroïques, quelque peu similaire à celui des cultes apothéotiques, était aussi un moyen de rendre un hommage à des artistes vénérés autrefois, en particulier Homère.

Apothéose d'Homère, Jean Auguste Dominique Ingres, 1827

Les cultes des héros grecs archaïques et classiques devinrent essentiellement civiques, s'étendant de leurs origines familiales au VIe siècle av. J.-C. Au VIe siècle av. J.-C., plus personne ne basait son autorité sur le héros, à l'exception de quelques familles qui héritaient de cultes sacerdotaux particuliers, comme les Eumolpides (descendants d'Eumolpos) les mystères d'Éleusis, et quelques prêtres héréditaires aux sites d'oracle.
Les cultes de héros grecs sont différents du culte impérial romain destinés aux empereurs morts, car le héros n'était pas considéré comme étant monté à l'Olympe : il était sous terre, et son pouvoir était purement local. Pour cette raison, les cultes de héros étaient de nature chthonienne, et leurs rituels ressemblaient plus à ceux d'Hécate et de Perséphone qu'à ceux de Zeus et d'Apollon. Il y a toutefois deux exceptions, Héraclès et Esculape, qui pouvaient être honorés en tant que dieux ou héros, parfois par des rites nocturnes et des sacrifices chthoniens le jour suivant.

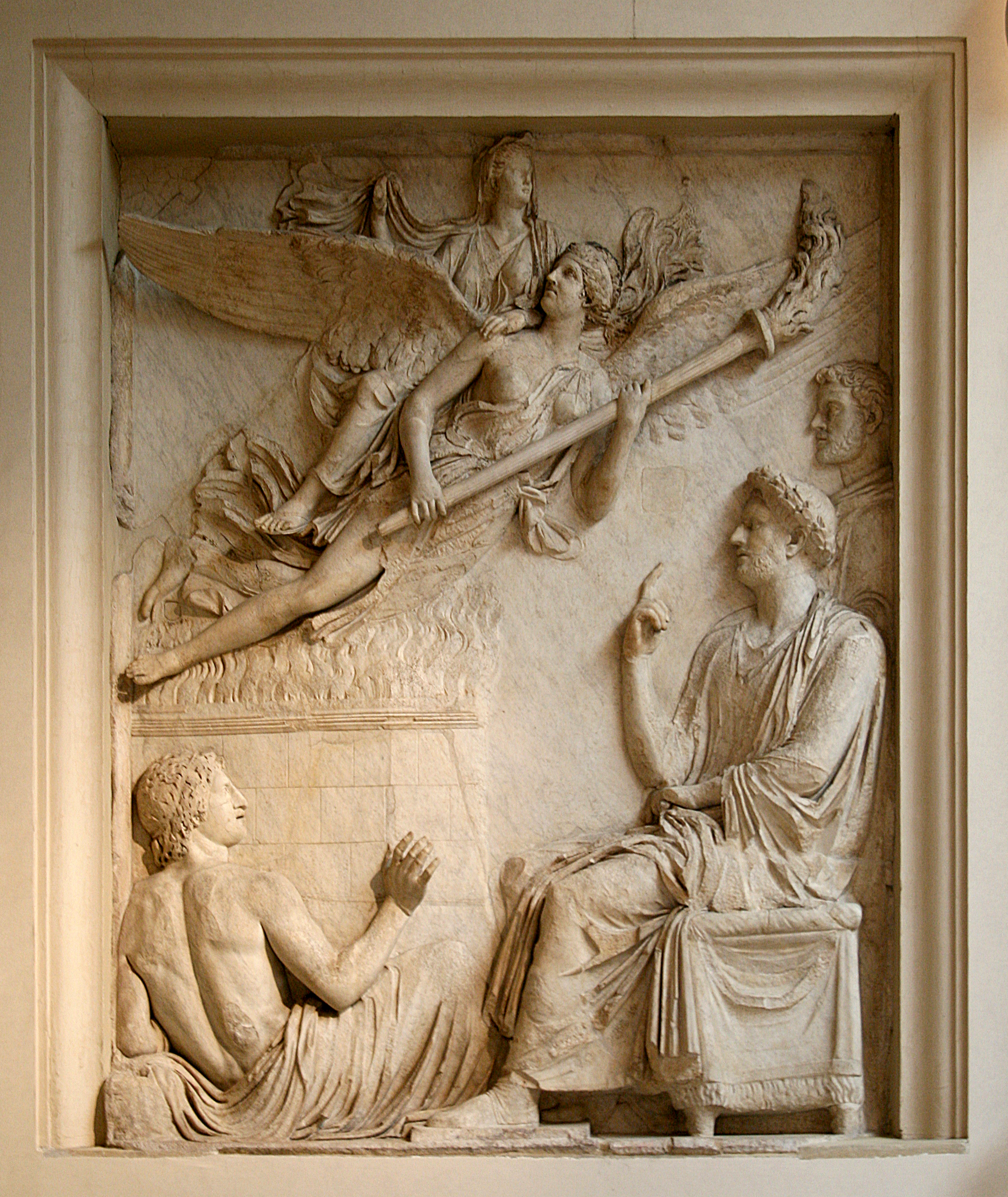
Apothéose de Sabine - Relief de l'Arc de Portugal.

## Rome et le culte impérial
La religion romaine traditionnelle faisait la distinction entre un deus (dieu) et un divus (mortel devenu « divin » ou divinisé). Des listes de sacrifices retranscrites par les frères Arvales montrent que la hiérarchie restait établie, les dieux immortels même secondaires recevaient leur sacrifice avant les divi, et ces derniers n'avaient qu'une offrande moindre, une seule victime au lieu de deux. Des temples (Temple d'Auguste, Temple du Divin Claude, Temple d'Hadrien, etc.) et des colonnes ont été élevés comme espaces de culte pour les empereurs divinisés. Des collèges de desservants sont organisés pour effectuer des sacrifices en l'honneur des divi, à Rome et dans les municipes : sodales Augustales, seviri augustales, sodales Flaviales, etc..
Jusqu'à la fin de la République, les Romains n’ont accepté qu’un seul cas d'apothéose officielle : Romulus avait été assimilé au dieu Quirinus. Par la suite, l’apothéose dans la Rome antique devint un processus par lequel un souverain défunt était divinisé par son successeur, généralement par un décret du Sénat. De plus, le souverain vivant divinisait un prédécesseur populaire pour se légitimer et gagner en popularité. L'aristocratie n’a pas toujours pris part au culte impérial, et certaines personnes privées se permettaient de ridiculiser l’apothéose des empereurs ineptes et faibles, comme dans la satire de Apocoloquintose sur l'empereur Claude, généralement attribuée à Sénèque.
À l’apogée du culte impérial, dans l’Empire romain, les défunts proches de l’empereur (les héritiers, les impératrices ou exceptionnellement Antinoüs, l'amant Hadrien) peuvent également être divinisés les personnes divinisées reçoivent, à titre posthume, le titre de divus, (ou diva), attaché à leur nom. Le culte des divi se voit progressivement retirer les ressources et prêtres qui lui sont alloués à la fin de la première moitié du IIIe siècle, bien que des empereurs aient continué à être divinisés jusqu'à la fin du siècle,.

## Dans le christianisme

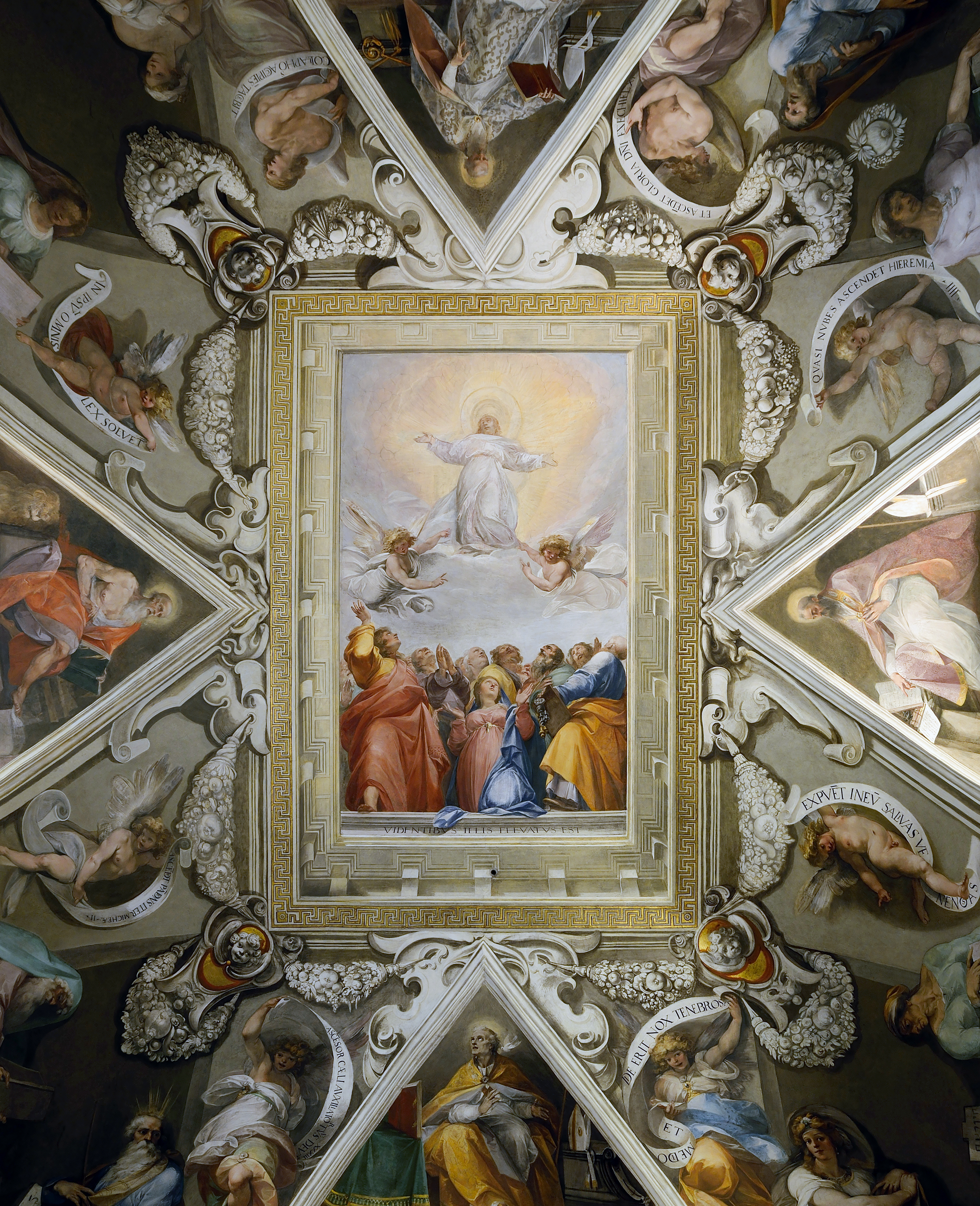
Ascension de Jésus au-dessus des apôtres et de la Vierge.

Plutôt que le mot « apothéose », les théologiens chrétiens utilisent les mots « déification », « divinisation » ou le mot grec theosis.
La théologie traditionnelle voit Jésus-Christ comme Dieu (préexistant) qui assume la condition de mortel, et non comme un mortel qui aurait atteint la divinité.
L'objectif d'un chrétien est sa déification (theosis), possible parce qu'il est fait à l'image de Dieu et il peut donc devenir comme Dieu.

## Dans l'islam
Dans l’islam, le concept d’apothéose ou de théosis n’est pas mis en avant, de peur de porter atteinte au strict monothéisme prôné par Dieu dans le Coran. Cependant, on retrouve dans des textes gnostiques et ésotériques islamiques de nombreuses références à l'union avec la divinité et la transfiguration qui s’ensuit. L’extinction de l’égo en Dieu (fanâ) et la permanence en Lui (baqâ’) serait une forme de théosis: l’Homme ainsi transfiguré devient vraiment à l’image de Dieu et son vicaire sur Terre, il reflète la Lumière divine comme un miroir. On peut, pour illustrer cette notion, évoquer l’épisode d’al Hallâj qui lui vaudra sa condamnation à mort où il s’écria dans son extase « Anâ' al-Haqq !» (« Je suis la Vérité » où Vérité est un des 99 Noms d’Allah).

## Sens actuels (non religieux) et exemples
Le mot « apothéose » peut être utilisé dans des circonstances différentes, toujours avec un sens superlatif (= le summum, le sommet, etc.), en général avec un connotation élogieuse :
- il peut se rattacher au concept d'apogée (histoire de l'art[réf. nécessaire]) ;
- il est aussi utilisé dans le langage courant pour faire l’éloge de quelqu’un[réf. nécessaire] (sens banal, qui dévalue fortment le mot) ;
- il est également utilisé pour faire l'éloge d'un homme (mort ou vivant), que l’opinion générale place au-dessus du « commun des mortels »[réf. nécessaire] (dans ce cas, le mot conserve son aspect exceptionnel) ;
- il peut aussi être utilisé pour caractériser une étape particulièrement impressionnante d'une performance[réf. nécessaire].

Dans certains cas cependant, tout en gardant l'idée de « summum », ce mot peut être antiphrastique : par exemple, si on dit « l'apothéose de la bêtise et de la vulgarité » pour parler d'une émission de télévision particulièrement démagogique et dépourvue de scrupules déontologiques.
On peut aussi dire simplement : « Alors, là, c'est l'apothéose ! », formule qui prend son sens précis dans un contexte donné, mais qui a priori est antiphrastique.